# Furuset ishockey
Le Furuset ishockey est un club de hockey sur glace de Oslo en Norvège. Il évolue en 1. divisjon, le deuxième échelon de hockey en Norvège. L'équipe est surnommé les Loups de Groruddalen, du nom d'une des vallées au nord-est d'Oslo où est située le quartier de Furuset, ou encore FIF.

## Historique
L'équipe fait partie du club omnisports du Furuset idrettsforening — en français, l'association athlétique de Fursuet — fondé en 1914. Vingt ans plus tard, une section de hockey est créée et elle participe au premier championnat organisé en 1935. L'équipe joue ainsi le premier match de la saison le 4 janvier 1935 contre l'équipe Osloklubben Gjøa, une défaite sur le score de 5-0.
En 1949, l'équipe remporte son premier titre de champion national avec six victoires et un match nul au cours de la saison. L'équipe de l'époque est alors menée par les frères Øivind et par Leif Solheim. Les joueurs du Groruddalen remportent les titres en 1951, 1952 et 1954, l'équipe du SK Forward finissant première en 1950, 1953, 1955, 1956, 1958 et 1959.
Par la suite, l'équipe de Furuset ne joue plus les premiers rôles pendant des années mais reste tout de même une école de hockey sur glace réputée. En 1962, Bjørn Skaare fait ses déburs à 8 ans avec Furuset ; il deviendra en 1978-1979, le premier joueur de Norvège à jouer dans la Ligue nationale de hockey en Amérique du Nord pour les Red Wings de Détroit. Deux ans plus tard, l'équipe se classe dernière de la saison et est relégué dans la division inférieure pour la saison 1965-1966. Il faut attendre la saison 1973-1974 pour revoir l'équipe jouer en élite.
En 1979-1980, la formation de Groruddalen gagne son cinquième titre de champion de Norvège 30 ans après son premier succès ; conduits par Skaare qui revient d'Amérique du Nord, Furuset bat en finale des séries éliminatoires, la meilleure équipe de la saison régulière Vålerenga ishockey. Le FIF finit premier de la saison régulière 1982-1983 puis gagne les séries éliminatoires pour décrocher un sixième titre,. Après deux nouvelles saisons, Skaare quitte le club pour rejoindre Bergen IK ; il meurt en juin 1989 d'un accident de voiture,. L'année suivante, l'équipe de Furuset remporte un nouveau titre de champion de Norvège en 1989-1990 en finissant premier de la saison et en gagnant les séries.
Après une défaite en finale en 1992-1993, l'équipe est reléguée en division 1 à l'issue de la saison 1993-1994.

## Palmarès
- Vainqueur de la GET ligaen : 1949, 1951, 1952, 1954, 1980, 1983, 1990.
- Vainqueur de la 1. divisjon : 2000, 2005, 2006.
- Vainqueur de la 2. divisjon : 2003.